# Fabio Contestabile

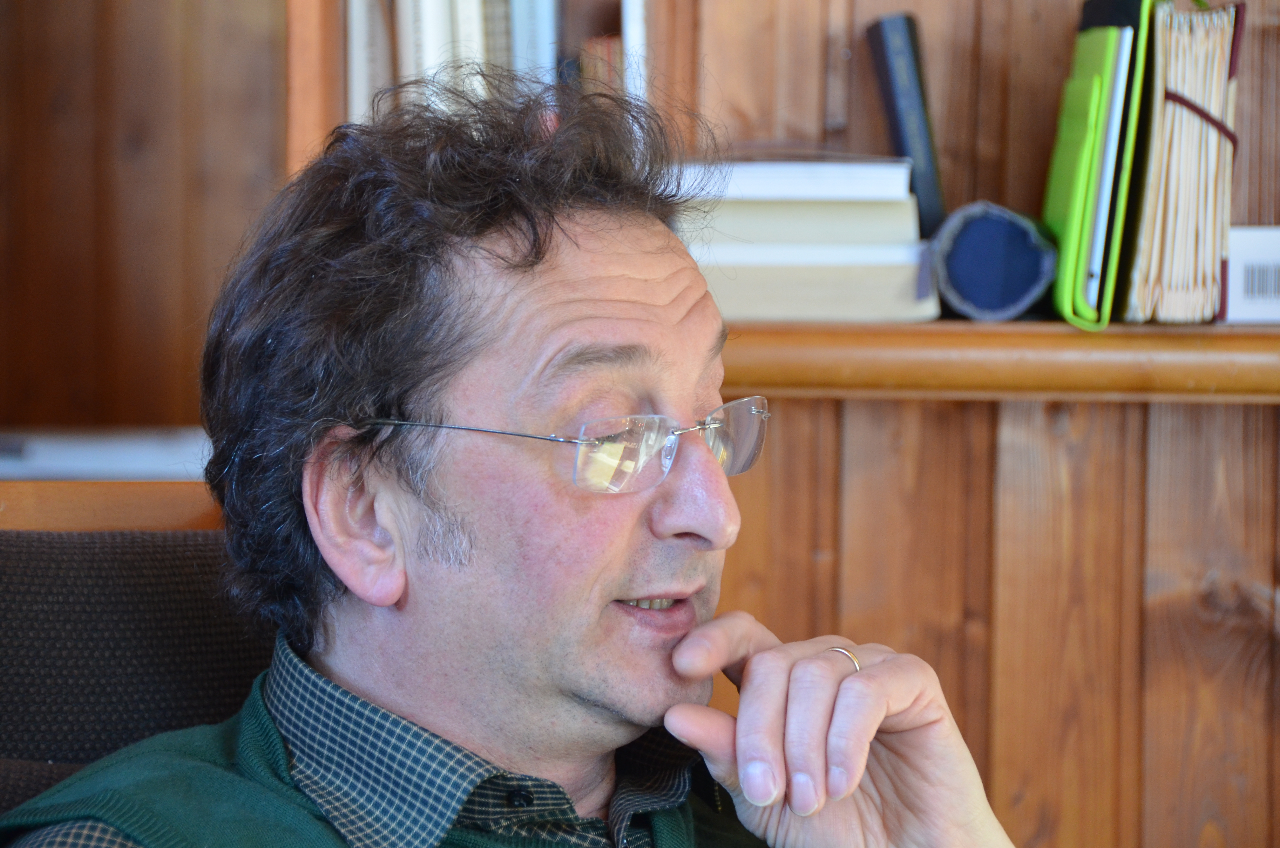
Fabio Contestabile, 2012

Fabio Contestabile (* 15. Februar 1954 in Maroggia; † 10. Juli 2022 in Gravesano) war ein Schweizer Lehrer, Dichter und Schriftsteller.

## Leben
Fabio Contestabile wuchs in Maroggia auf und studierte italienische und französische Sprach- und Literaturwissenschaft an der Universität Zürich. Er unterrichtete an mehreren Schulen im Kanton Tessin und veröffentlichte als Schriftsteller mehrere Gedichtbände. In seinem Roman «La mappa per Pétur» kommt seine zwischen Spiel und Schule verlebte Kindheit im Tessin zum Ausdruck.
Sein letzter Wohnort war Gravesano.

## Werke
- Con parole semplici. Ulivo, Balerna 2007.
- Non c'è che il fluire crescente. Alla chiara fonte, Lugano 2010.
- Spazi e tempi. Manni, Lecce 2011.
- Screziato di metallo il suono / Metallgesprenkelt der Laut. Übersetzung von Marisa Rossi, mit gegenüberliegendem Text, Alla chiara fonte, Lugano 2013.
- La mappa per Pétur. ADV–Alla chiara fonte, Lugano 2015. Eine Reise – oder ein Spaziergang – zwischen Kindheitserinnerungen, Reflexionen über die Gegenwart, mentalen und zugleich realen Landschaften. Das bietet uns das originelle, ungewöhnliche Buch, der bisher nur Gedichte geschrieben hat und sich daher zum ersten Mal mit anderen Ausdrucksmitteln versucht.
- Il senso incerto. Manni, Lecce 2018. Diese poetische Sammlung, in einer trockenen und essentiellen Sprache, dicht und meditativ, wie ein Logbuch, verwebt Abschnitte wie Säulen eines Weges für eine Forschungsroute, einer Reflexion über die Existenz.[2]
- Mit Mila Contestabile: I Contestabile di Maroggia. In: Bollettino Genealogico della Svizzera Italiana, Tipografia Menghini, Nr. 27, Poschiavo Dezember 2023, S. 8–43.